# Shell Spirit

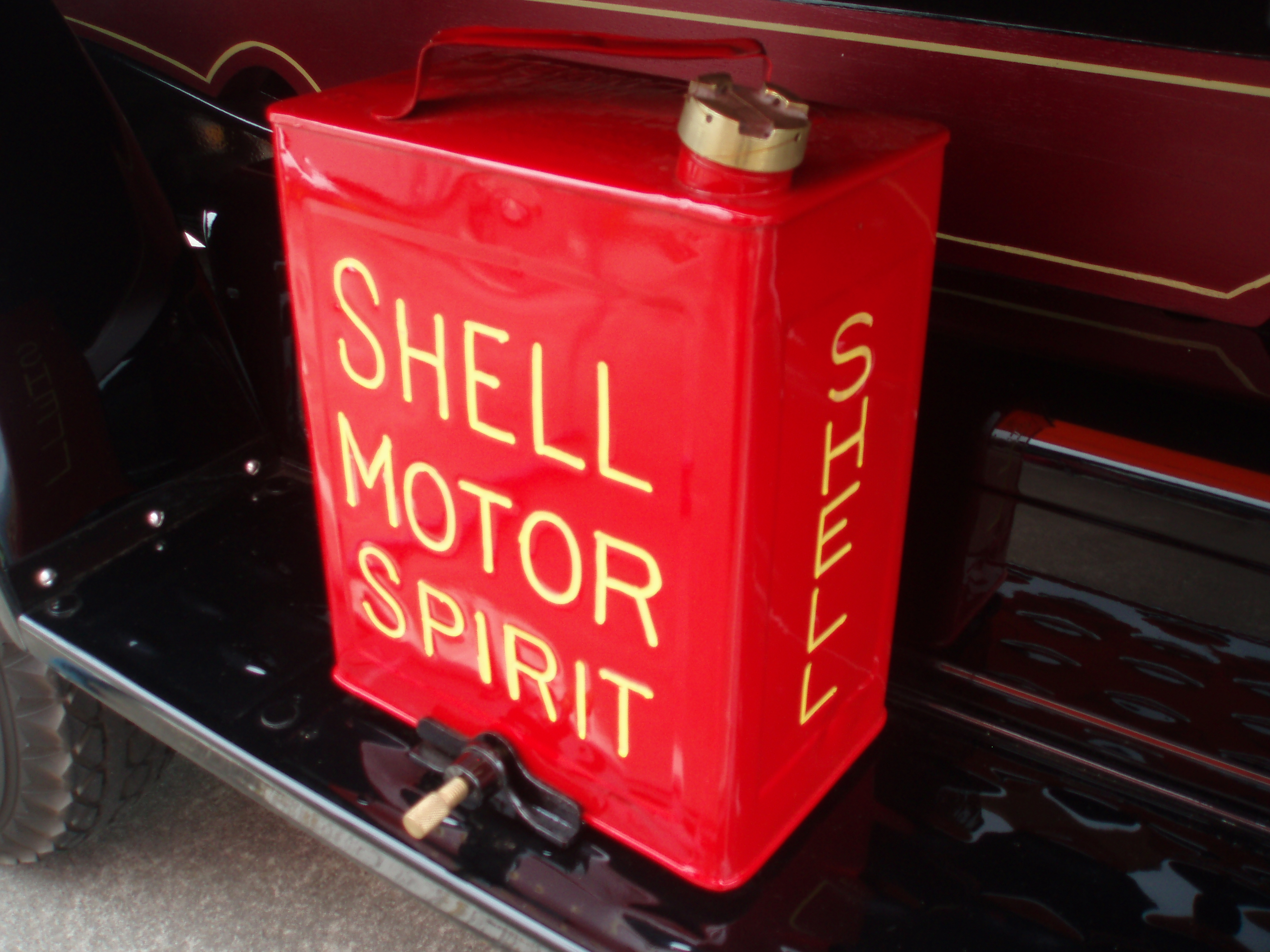

Shell Motor Spirit byl první značkový benzín od společnosti Royal Dutch Shell.
Jeho výroba započala v roce 1907. Tento benzín byl použit vítězem prvního závodu Peking–Paříž knížetem Borghesem v roce 1907.

Shell Motor Spirit se prodával v plechovkách o objemu 2 galony (benzin prodávaný ve Velké Británii). V Evropě byly benzinové plechovky o objemu 10 litrů. Dnes jsou tyto plechovky předmětem sběratelského zájmu.
Výroba Shell Spiritu byla začátkem dvacátých let 20. století nahrazena novým benzínovým produktem Shell Dynamin.

V letectví byl používán pod označením Shell Aviation Motor Spirit.